# Stora Abborrtjärnen (Husby socken, Dalarna, 671546-151806)
Stora Abborrtjärnen är en sjö i Hedemora kommun i Dalarna och ingår i Dalälvens huvudavrinningsområde.